# Leandro Ribela
Leandro de Carvalho Pinto Ribela (ur. 22 marca 1980 w São Paulo) – brazylijski biegacz narciarski i biathlonista, zawodnik klubu National Team.

## Kariera
W Pucharze Świata zadebiutował 2 lutego 2014 roku w Toblach, gdzie zajął 78. miejsce w sprincie stylem dowolnym. Pucharowych punktów jeszcze nie zdobył.
Po raz pierwszy na arenie międzynarodowej Leandro Ribela pojawił się w 18 listopada 2007 roku, podczas zawodów FIS Race w fińskiej miejscowości Muonio, gdzie zajął 151. miejsce na dystansie 15 km stylem dowolnym.
Najwyższe miejsca w zawodach rangi FIS Race osiągał w argentyńskim Ushuaia, gdzie zazwyczaj zajmował miejsca 2 i 3.
Mieszka w São Paulo.
Zna trzy języki: angielski, hiszpański, portugalski

## Osiągnięcia

### Igrzyska olimpijskie
| Miejsce | Dzień     | Rok  | Miejscowość | Konkurencja            | Czas biegu  | Strata      | Zwycięzca           |
| ------- | --------- | ---- | ----------- | ---------------------- | ----------- | ----------- | ------------------- |
| 90.     | 15 lutego | 2010 | Vancouver   | 15 km stylem dowolnym  | 33:36,3 min | +9:59.9 min | Dario Cologna       |
| 80.     | 11 lutego | 2014 | Soczi       | Sprint stylem dowolnym | 3:38,39 min | –           | Ola Vigen Hattestad |

### Mistrzostwa świata
| Miejsce | Dzień     | Rok  | Miejscowość   | Konkurs                  | Wynik       | Strata     | Zwycięzca           |
| ------- | --------- | ---- | ------------- | ------------------------ | ----------- | ---------- | ------------------- |
| LPD.    | 22 lutego | 2009 | Liberec       | 30 km – bieg łączony     | 1:15:52.4 h | zdublowany | Petter Northug      |
| 117.    | 24 lutego | 2009 | Liberec       | sprint stylem dowolnym   | –           | –          | Ola Vigen Hattestad |
| 117.    | 24 lutego | 2011 | Oslo          | sprint stylem dowolnym   | –           | –          | Marcus Hellner      |
| LPD.    | 27 lutego | 2011 | Oslo          | 30 km – bieg łączony     | 1:14:10.4 h | zdublowany | Petter Northug      |
| 105.    | 24 lutego | 2013 | Val di Fiemme | sprint stylem klasycznym | –           | –          | Nikita Kriukow      |
| 123.    | 19 lutego | 2015 | Falun         | sprint stylem klasycznym | –           | –          | Petter Northug      |

### Puchar Świata

#### Miejsca w klasyfikacji generalnej
| Sezon     | Miejsce           |
| --------- | ----------------- |
| 2013/2014 | niesklasyfikowany |

#### Miejsca w poszczególnych konkursachPucharu Świata
stan po zakończeniu sezonu 2013/2014
| Sezon 2013/2014 |                      |                     |    |                            |                       |                    |                     |                          |                      |                          |                            |                                |                              |                             |     |                                   |                               |                                  |                        |                     |                   |                      |                     |                     |                    |                       |     |        |        |        |        |        |        |        |        |        |        |        |        |        |        |        |        |        |        |        |        |        |        |
| Ruka 29.11 (SP C) | Ruka 30.11 (10 km C) | Ruka 1.12 (15 km F) | RT | Lillehammer 7.12 (15 km C) | Davos 14.12 (30 km F) | Davos 15.12 (SP F) | Asiago 21.12 (SP C) | Oberhof 28.12 (4,5 km F) | Oberhof 29.12 (SP F) | Lenzerheide 31.12 (SP F) | Lenzerheide 1.01 (15 km C) | Cortina-Toblach 3.01 (35 km F) | Val di Fiemme 4.01 (10 km C) | Val di Fiemme 5.01 (9 km F) | TdS | Nové Město na Moravě 11.01 (SP F) | Szklarska Poręba 18.01 (SP F) | Szklarska Poręba 19.01 (15 km C) | Toblach 1.02 (15 km C) | Toblach 2.02 (SP F) | Lahti 1.03 (SP F) | Lahti 2.03 (15 km F) | Drammen 5.03 (SP C) | Oslo 8.03 (50 km C) | Falun 14.03 (SP C) | Falun 15.03 (2×15 km) | FPŚ | punkty | punkty | punkty | punkty | punkty | punkty | punkty | punkty | punkty | punkty | punkty | punkty | punkty | punkty | punkty | punkty | punkty | punkty | punkty | punkty | punkty | punkty |
| - | -                    | -                   | -  | -                          | -                     | -                  | -                   | -                        | -                    | -                        | -                          | -                              | -                            | -                           | -   | -                                 | -                             | -                                | -                      | 78                  | -                 | -                    | -                   | -                   | -                  | -                     | -   | 0      | 0      | 0      | 0      | 0      | 0      | 0      | 0      | 0      | 0      | 0      | 0      | 0      | 0      |        |        |        |        |        |        |        |        |
| Legenda |                      |                     |    |                            |                       |                    |                     |                          |                      |                          |                            |                                |                              |                             |     |                                   |                               |                                  |                        |                     |                   |                      |                     |                     |                    |                       |     |        |        |        |        |        |        |        |        |        |        |        |        |        |        |        |        |        |        |        |        |        |        |
| 1 2 3 4-10 11-30 31-100 wyniki anulowane DNF - zawodnik nie ukończył biegu LPD - zawodnik został zdublowany – - zawodnik nie wystartował TdS - Tour de Ski FPŚ - Finał Pucharu Świata RT - Ruka Triple LT - Lillehammer Tour STK - Ski Tour Kanada |                      |                     |    |                            |                       |                    |                     |                          |                      |                          |                            |                                |                              |                             |     |                                   |                               |                                  |                        |                     |                   |                      |                     |                     |                    |                       |     |        |        |        |        |        |        |        |        |        |        |        |        |        |        |        |        |        |        |        |        |        |        |